# Henri de Laborde de Monpezat
Pour les articles homonymes, voir de Laborde, Monpezat, Henrik de Danemark et Henrik de Danemark (2009).
Titre
Prince consort de Danemark
14 janvier 1972 – 13 février 2018
(46 ans et 30 jours)
Le prince Henrik de Danemark, né Henri de Laborde de Monpezat le 11 juin 1934 à Talence (Gironde) et mort le 13 février 2018 au château de Fredensborg au Danemark, est l'époux de la reine Margrethe II de Danemark, et le père du roi Frederik X.
Il devient prince consort de Danemark (Prinsgemalen) à l'accession au trône de son épouse, en 1972. Retiré de la vie publique à partir de 2016, il meurt deux ans plus tard, le 13 février 2018.

## Biographie

### Jeunesse
Il est le fils d'André de Laborde de Monpezat (1907-1998), dit comte André de Monpezat, propriétaire terrien, directeur de journal et planteur en Indochine française, et de Renée Doursenot (1908-2001), fille d'un cheminot du Périgord – alors mariée à Louis Leuret (1881-1962), un ancien prêtre dont elle divorça en septembre 1940, –, qu'André de Laborde de Monpezat a épousé en janvier 1948,. Par sa grand-mère paternelle, Henriette Hallberg, il a, comme son épouse, des origines suédoises. Henri est le deuxième enfant d'une fratrie de neuf, composée de quatre garçons et de cinq filles, dont une sœur décédée d'un méningite à l'âge de trois ans et un frère, Joseph, surnommé Jason, et une sœur, Thérèse, décédés dans leur vingtième année, le premier des suites d'une opération et la seconde dans un accident automobile,,
Il passe ses cinq premières années en Indochine, puis sa famille vit de 1939 à 1950 à Albas (Lot), au Cayrou, château que son père a acheté en 1937. De 1940 à 1945, il bénéficie, avec ses frères et sœurs, d'institutrices à domicile, puis de précepteurs. Ce n'est qu'en 1947 qu'il intègre pour la première fois un collège, entrant en classe de 5ème comme pensionnaire chez les Jésuites de Saint-Joseph de Tivoli. Il n'y reste qu'une année et entre ensuite au lycée Gambetta. Puis il repart pour Hanoï, où, inscrit au lycée français, il obtient le baccalauréat en 1952. De 1952 à 1956, il étudie le droit et la littérature à la Sorbonne, ainsi que le chinois et le vietnamien à l’École nationale des langues orientales vivantes. Il abandonne ensuite le droit et obtient une licence de lettres et des diplômes de "langues O". En 1957, il part vivre un an à Hong Kong où, inscrit à l'université, il parfait sa connaissance du mandarin  qu'il parle ensuite couramment. En 1958, il part vivre à Saigon où il est notamment programmateur de musique pour Radio-Saigon et visite le Vietnam du Sud, le Cambodge et le Laos.

### Carrière - Mariage et descendance

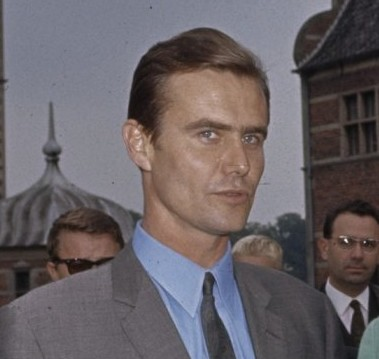
Henri de Laborde de Monpezat en 1966.

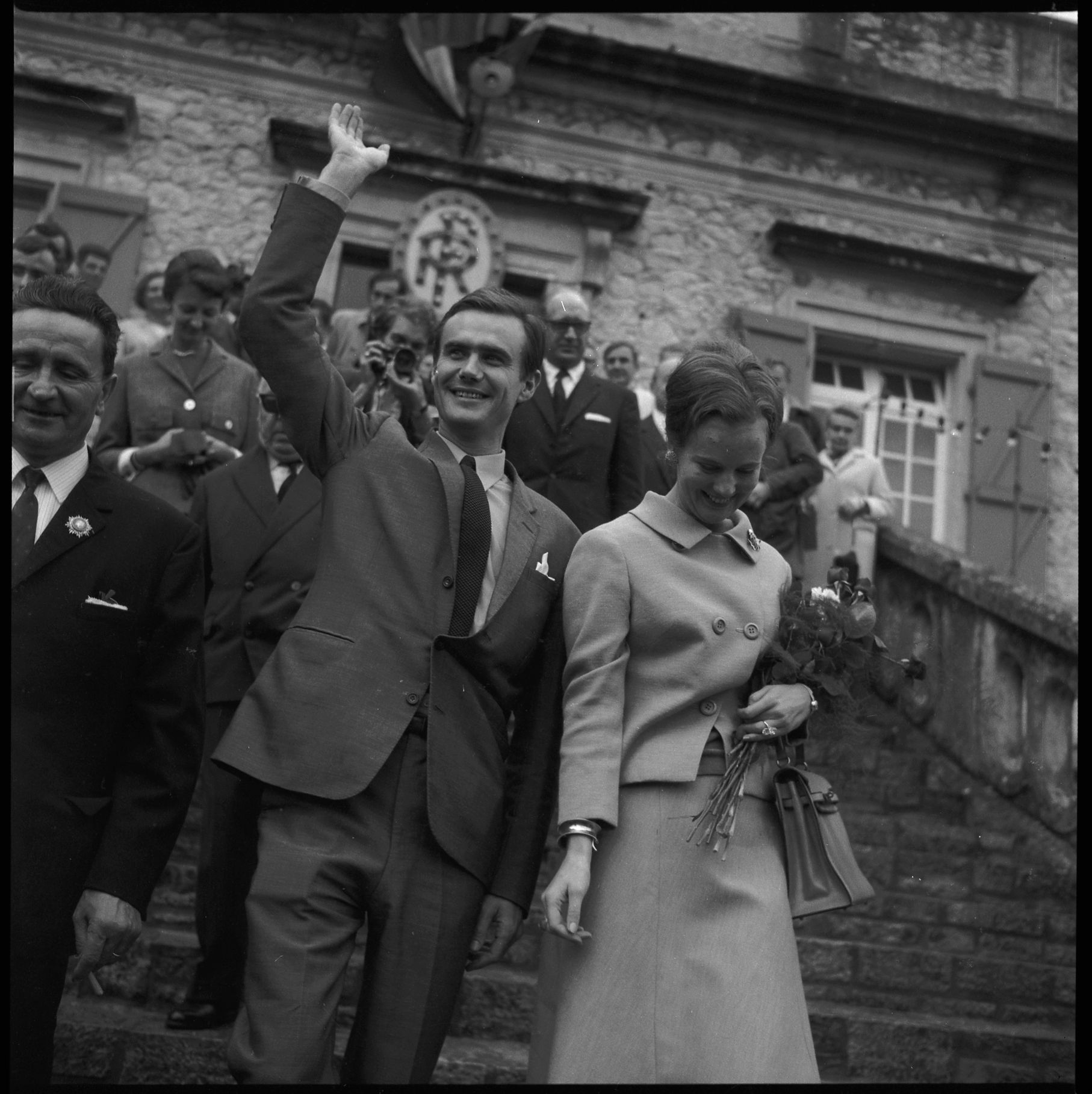
Le couple royal à la mairie de Puy-l'Évêque en 1966.

D'octobre 1959 à 1962, il effectue son service militaire, d'abord à Besançon, puis en Algérie, à Constantine, où il découvre des familles de Français massacrés dans leurs fermes par les fellagas. Après avoir intégré par concours le ministère des Affaires étrangères en 1962, il est nommé en 1963 troisième secrétaire auprès de Geoffroy Chodron de Courcel à l’ambassade de France à Londres. En 1965, il est invité à Londres chez des amis à dîner dont l'invitée d'honneur est la princesse Margrethe de Danemark, placé à table à sa droite, il fait sa connaissance et tombe sous son charme. Ils se revoient au théâtre, au restaurant et, en 1966, à un mariage en Écosse où le hasard les fait placer côte à côte dans l'avion lors de leur retour pour Londres où ils se revoient souvent et se fréquentent avant qu'il ne lui demande sa main. Le 10 juin 1967, il épouse la princesse Margrethe de Danemark, alors princesse héritière, et devient Son Altesse Royale le prince Henrik de Danemark.
Le couple a deux fils, le roi Frederik X, né le 26 mai 1968, et le prince Joachim, né le 7 juin 1969. Ils ont huit petits-enfants. Les quatre premiers, le prince Christian (2005), la princesse Isabella (2007), et deux jumeaux nés en 2011, Vincent et Joséphine, sont les enfants de Frederik et de la princesse Mary. Leur deuxième fils, le prince Joachim, a d'une première union avec Alexandra Manley deux fils, les comtes Nikolai et Félix. Puis sont nés d’une seconde union, avec Marie Cavallier, le comte Henrik (2009) et la comtesse Athena de Monpezat (2012).
En 1974, il acquiert avec son épouse le château de Caïx, commune de Luzech (Lot) afin que ses enfants gardent un lien avec la France et leur famille paternelle française.

### Prince consort
Le prince Henrik s’est souvent plaint publiquement du rôle ingrat de prince consort, critiquant notamment le fait d’être dans l’ombre de son épouse et du prince héritier.
En 2002, la reine Margrethe, souffrante lors de la cérémonie des vœux du Nouvel An, fut remplacée par le prince héritier Frederik, au mépris de la tradition selon laquelle l’époux du souverain reçoit les vœux de toutes les organisations officielles. Le prince consort n’a guère caché ses regrets et ses critiques, se retirant dans ses terres en France et relevant publiquement qu’aucun roi de Danemark n’avait auparavant imposé à son conjoint de telles pratiques. La reine Margrethe II et ses deux fils se sont rendus au château de Caïx pour lui présenter leurs excuses.

### Retrait de la vie publique et mort
Le 31 décembre 2015, la reine Margrethe annonce que le prince Henrik se retire de toute obligation officielle et « prend sa retraite »,.
Le 15 avril 2016, il renonce à son titre de prince consort.
Le 3 août 2017, il est annoncé que le prince Henrik ne souhaitait pas être inhumé aux côtés de son épouse dans la cathédrale de Roskilde, nécropole de la famille royale, mais ailleurs au Danemark,. Le 6 septembre 2017, le Palais royal annonce que l'état mental du prince Henrik se dégrade et qu'une démence a été diagnostiquée à la suite de plusieurs examens.
Il meurt le 13 février 2018, à l'âge de 83 ans, d'une infection pulmonaire.
Durant trois après-midis, du 17 au 19 février, l'église de Christiansborg est ouverte au public, après que la famille royale s'y soit recueillie, pour que les Danois qui le souhaitent puissent rendre un dernier hommage au Prince. Près de 20 000 personnes ont défilé autour du castrum doloris.
Ses obsèques ont eu lieu le 20 février 2018 en la chapelle royale du château de Christiansborg à Copenhague, en présence de seulement 60 personnes. Outre la famille royale au grand complet, étaient présents le premier ministre Lars Løkke Rasmussen, la princesse Benedikte de Danemark, l'ancien couple royal de Grèce Constantin II et Anne-Marie ainsi que des membres de la famille de Laborde de Monpezat. Il est incinéré et ses cendres sont pour moitié dispersées dans les mers danoises et l'autre moitié est inhumée dans la partie privée des jardins du palais de Fredensborg.
La veille, quelque 200 personnes s'étaient réunies pour rendre un dernier hommage. L’assistance comptait des amis, des filleuls, des représentants d’associations ou organismes que le prince patronnait ainsi que des représentants du monde des affaires.

## Titulature et armoiries

### Titulature
- 11 juin 1934 - 10 juin 1967 : Henri de Laborde de Monpezat (dit comte Henri de Laborde de Monpezat).
- 10 juin 1967 - 2005 : Son Altesse Royale le prince Henrik de Danemark.
- 2005 - 15 avril 2016[24] : Son Altesse Royale le prince consort.
- 15 avril 2016 - 13 février 2018 : Son Altesse Royale le prince Henrik de Danemark[24].
  - Son titre officiel en danois est : Hans Kongelige Højhed Prins Henrik til Danmark.

### Armoiries
Le blason du prince Henri se décrit ainsi :
| Blason | Blasonnement : Écartelé : en 1 et 4, d’or, à neuf cœurs de gueules, posés en trois pals, à trois lions léopardés d’azur, armés et lampassés de gueules, couronnés du champ, brochant sur-le-tout Danemark ; en 2 et 3, de gueules, au lion d’or, accompagnée en chef, de trois étoiles du même de Laborde de Monpezat. |

## Autres activités
Avec la reine, il a traduit en danois : 
- (da) Simone de Beauvoir (trad. du français par H. M. Veejerbjerg), Alle mennesker er dødelige [« Tous les hommes sont mortels »], Copenhague, Gyldendal, 1981, 358 p. (ISBN 87-00-04481-4).

Il est l’auteur de :
- Chemin faisant, 1982 (poèmes)
- Destin oblige, 1996 (biographies)

prix européen de l'Association des écrivains de la langue française (ADELF) en 1998
- Ikke altid Gåselever, 1999 (livre de cuisine, en collab.)
- Cantabile, 2000 (poèmes avec illustrations, en collab.)
- Murmures de vent, 2004
- Roue-libre, 2010 (poèmes)

La suite symphonique Cantabile par Frederik Magle est fondée sur le recueil de poésies du même nom par le prince Henrik,.
Il est président de l’association européenne Europa Nostra, qui s’occupe de la défense du patrimoine architectural européen, du Fonds mondial pour la nature (WWF) Danemark, de la Croix-Rouge danoise et de maintes autres organisations.
Il joue du piano et de l’orgue, et pratique la chasse, l’équitation, le tennis, l'avion, la voile et le ski. Il s’occupe également de la production viticole de son domaine de Caïx, dans la région de Cahors, en France.

## Ancêtres
|  |                                                                                |  |  |  |  |  |  |  |  |  |  |  |  |  |  |  |
|  | 16. Jean de Laborde de Monpezat (1786 - 1863)                                  |  |  |  |  |  |  |  |  |  |  |  |  |  |  |  |
|  |                                                                                |  |  |  |  |  |  |  |  |  |  |  |  |  |  |  |
|  |                                                                                |  |  |  |  |  |  |  |  |  |  |  |  |  |  |  |
|  | 8. Aristide de Laborde de Monpezat (1830 - 1888)                               |  |  |  |  |  |  |  |  |  |  |  |  |  |  |  |
|  |                                                                                |  |  |  |  |  |  |  |  |  |  |  |  |  |  |  |
|  |                                                                                |  |  |  |  |  |  |  |  |  |  |  |  |  |  |  |
|  | 17. Jeanne Judith Ferrier (1797 - 1868)                                        |  |  |  |  |  |  |  |  |  |  |  |  |  |  |  |
|  |                                                                                |  |  |  |  |  |  |  |  |  |  |  |  |  |  |  |
|  |                                                                                |  |  |  |  |  |  |  |  |  |  |  |  |  |  |  |
|  | 4. Henri de Laborde de Monpezat (1868 - 1929)                                  |  |  |  |  |  |  |  |  |  |  |  |  |  |  |  |
|  |                                                                                |  |  |  |  |  |  |  |  |  |  |  |  |  |  |  |
|  |                                                                                |  |  |  |  |  |  |  |  |  |  |  |  |  |  |  |
|  | 18. Aubin Borde (1797 - 1857)                                                  |  |  |  |  |  |  |  |  |  |  |  |  |  |  |  |
|  |                                                                                |  |  |  |  |  |  |  |  |  |  |  |  |  |  |  |
|  |                                                                                |  |  |  |  |  |  |  |  |  |  |  |  |  |  |  |
|  | 9. Jeanne-Emilie Borde (1835 - 1889)                                           |  |  |  |  |  |  |  |  |  |  |  |  |  |  |  |
|  |                                                                                |  |  |  |  |  |  |  |  |  |  |  |  |  |  |  |
|  |                                                                                |  |  |  |  |  |  |  |  |  |  |  |  |  |  |  |
|  | 19. Jaquette Lacrampe-Couloume (1805 - 1872)                                   |  |  |  |  |  |  |  |  |  |  |  |  |  |  |  |
|  |                                                                                |  |  |  |  |  |  |  |  |  |  |  |  |  |  |  |
|  |                                                                                |  |  |  |  |  |  |  |  |  |  |  |  |  |  |  |
|  | 2. Comte André de Laborde de Monpezat (1907 - 1998)                            |  |  |  |  |  |  |  |  |  |  |  |  |  |  |  |
|  |                                                                                |  |  |  |  |  |  |  |  |  |  |  |  |  |  |  |
|  |                                                                                |  |  |  |  |  |  |  |  |  |  |  |  |  |  |  |
|  | 20. Christian Hallberg (1800 - 1872)                                           |  |  |  |  |  |  |  |  |  |  |  |  |  |  |  |
|  |                                                                                |  |  |  |  |  |  |  |  |  |  |  |  |  |  |  |
|  |                                                                                |  |  |  |  |  |  |  |  |  |  |  |  |  |  |  |
|  | 10. Eugene Hallberg (1839 - 1921)                                              |  |  |  |  |  |  |  |  |  |  |  |  |  |  |  |
|  |                                                                                |  |  |  |  |  |  |  |  |  |  |  |  |  |  |  |
|  |                                                                                |  |  |  |  |  |  |  |  |  |  |  |  |  |  |  |
|  | 21. Marie Schoder (1818 - 1840)                                                |  |  |  |  |  |  |  |  |  |  |  |  |  |  |  |
|  |                                                                                |  |  |  |  |  |  |  |  |  |  |  |  |  |  |  |
|  |                                                                                |  |  |  |  |  |  |  |  |  |  |  |  |  |  |  |
|  | 5. Henriette Hallberg (1880 - 1973) ép. 1917 général de division Pierre Keller |  |  |  |  |  |  |  |  |  |  |  |  |  |  |  |
|  |                                                                                |  |  |  |  |  |  |  |  |  |  |  |  |  |  |  |
|  |                                                                                |  |  |  |  |  |  |  |  |  |  |  |  |  |  |  |
|  | 22. Hippolyte Vernhes (1814 - 1888)                                            |  |  |  |  |  |  |  |  |  |  |  |  |  |  |  |
|  |                                                                                |  |  |  |  |  |  |  |  |  |  |  |  |  |  |  |
|  |                                                                                |  |  |  |  |  |  |  |  |  |  |  |  |  |  |  |
|  | 11. Clara Vernhes (1844 - 1922)                                                |  |  |  |  |  |  |  |  |  |  |  |  |  |  |  |
|  |                                                                                |  |  |  |  |  |  |  |  |  |  |  |  |  |  |  |
|  |                                                                                |  |  |  |  |  |  |  |  |  |  |  |  |  |  |  |
|  | 23. Françoise Emilie Bru (1823 - 1898)                                         |  |  |  |  |  |  |  |  |  |  |  |  |  |  |  |
|  |                                                                                |  |  |  |  |  |  |  |  |  |  |  |  |  |  |  |
|  |                                                                                |  |  |  |  |  |  |  |  |  |  |  |  |  |  |  |
|  | 1. Prince Henrik de Danemark (1934 - 2018)                                     |  |  |  |  |  |  |  |  |  |  |  |  |  |  |  |
|  |                                                                                |  |  |  |  |  |  |  |  |  |  |  |  |  |  |  |
|  |                                                                                |  |  |  |  |  |  |  |  |  |  |  |  |  |  |  |
|  | 24. Pierre Doursenot (1824 - 1867)                                             |  |  |  |  |  |  |  |  |  |  |  |  |  |  |  |
|  |                                                                                |  |  |  |  |  |  |  |  |  |  |  |  |  |  |  |
|  |                                                                                |  |  |  |  |  |  |  |  |  |  |  |  |  |  |  |
|  | 12. Jean-Alfred Doursenot (1855 - 1940)                                        |  |  |  |  |  |  |  |  |  |  |  |  |  |  |  |
|  |                                                                                |  |  |  |  |  |  |  |  |  |  |  |  |  |  |  |
|  |                                                                                |  |  |  |  |  |  |  |  |  |  |  |  |  |  |  |
|  | 25. Jeanne Laronze (1828 - 1906)                                               |  |  |  |  |  |  |  |  |  |  |  |  |  |  |  |
|  |                                                                                |  |  |  |  |  |  |  |  |  |  |  |  |  |  |  |
|  |                                                                                |  |  |  |  |  |  |  |  |  |  |  |  |  |  |  |
|  | 6. Maurice Doursenot (1883 - 1916)                                             |  |  |  |  |  |  |  |  |  |  |  |  |  |  |  |
|  |                                                                                |  |  |  |  |  |  |  |  |  |  |  |  |  |  |  |
|  |                                                                                |  |  |  |  |  |  |  |  |  |  |  |  |  |  |  |
|  | 26. Jean Baptiste Barrière (1827 - 1898)                                       |  |  |  |  |  |  |  |  |  |  |  |  |  |  |  |
|  |                                                                                |  |  |  |  |  |  |  |  |  |  |  |  |  |  |  |
|  |                                                                                |  |  |  |  |  |  |  |  |  |  |  |  |  |  |  |
|  | 13. Marie-Louise Barrière (1863 - 1941)                                        |  |  |  |  |  |  |  |  |  |  |  |  |  |  |  |
|  |                                                                                |  |  |  |  |  |  |  |  |  |  |  |  |  |  |  |
|  |                                                                                |  |  |  |  |  |  |  |  |  |  |  |  |  |  |  |
|  | 27. Marguerite Raynaud (1826 - 1907)                                           |  |  |  |  |  |  |  |  |  |  |  |  |  |  |  |
|  |                                                                                |  |  |  |  |  |  |  |  |  |  |  |  |  |  |  |
|  |                                                                                |  |  |  |  |  |  |  |  |  |  |  |  |  |  |  |
|  | 3. Renée Yvonne Doursenot (1908 - 2001)                                        |  |  |  |  |  |  |  |  |  |  |  |  |  |  |  |
|  |                                                                                |  |  |  |  |  |  |  |  |  |  |  |  |  |  |  |
|  |                                                                                |  |  |  |  |  |  |  |  |  |  |  |  |  |  |  |
|  | 28. Pierre Gay (1817 - 1847)                                                   |  |  |  |  |  |  |  |  |  |  |  |  |  |  |  |
|  |                                                                                |  |  |  |  |  |  |  |  |  |  |  |  |  |  |  |
|  |                                                                                |  |  |  |  |  |  |  |  |  |  |  |  |  |  |  |
|  | 14. Leonard Gay (1846 - 1918)                                                  |  |  |  |  |  |  |  |  |  |  |  |  |  |  |  |
|  |                                                                                |  |  |  |  |  |  |  |  |  |  |  |  |  |  |  |
|  |                                                                                |  |  |  |  |  |  |  |  |  |  |  |  |  |  |  |
|  | 29. Catherine Bonnet (1819 - ????)                                             |  |  |  |  |  |  |  |  |  |  |  |  |  |  |  |
|  |                                                                                |  |  |  |  |  |  |  |  |  |  |  |  |  |  |  |
|  |                                                                                |  |  |  |  |  |  |  |  |  |  |  |  |  |  |  |
|  | 7. Marthe-Marguerite Gay (1883 - 1974)                                         |  |  |  |  |  |  |  |  |  |  |  |  |  |  |  |
|  |                                                                                |  |  |  |  |  |  |  |  |  |  |  |  |  |  |  |
|  |                                                                                |  |  |  |  |  |  |  |  |  |  |  |  |  |  |  |
|  | 30. Annet Laforest (1818 - 1899)                                               |  |  |  |  |  |  |  |  |  |  |  |  |  |  |  |
|  |                                                                                |  |  |  |  |  |  |  |  |  |  |  |  |  |  |  |
|  |                                                                                |  |  |  |  |  |  |  |  |  |  |  |  |  |  |  |
|  | 15. Marguerite Laforest (1853 - 1921)                                          |  |  |  |  |  |  |  |  |  |  |  |  |  |  |  |
|  |                                                                                |  |  |  |  |  |  |  |  |  |  |  |  |  |  |  |
|  |                                                                                |  |  |  |  |  |  |  |  |  |  |  |  |  |  |  |
|  | 31. Louise Deffarges (1828 - 1891)                                             |  |  |  |  |  |  |  |  |  |  |  |  |  |  |  |
|  |                                                                                |  |  |  |  |  |  |  |  |  |  |  |  |  |  |  |
|  |                                                                                |  |  |  |  |  |  |  |  |  |  |  |  |  |  |  |

## Distinctions
- Chevalier de l'ordre de l'Éléphant ( Danemark)
- Commandeur de 1re classe de l'ordre du Dannebrog ( Danemark)
- Grand-croix de la Légion d'honneur ( France)
- Grand-croix de l'ordre national du Mérite ( France)
- Commandeur de l'ordre du Mérite agricole ( France)
- Grand cordon de l'ordre de Léopold ( Belgique)
- Grand-croix de l'ordre national de la Croix du Sud ( Brésil)
- 1re classe de l'ordre de Stara Planina ( Bulgarie)
- 1re classe de l'ordre du Nil ( Égypte)
- Grand-croix avec collier de l'ordre de la Croix de Terra Mariana ( Estonie)
- Grand-croix de l'ordre de la Rose blanche ( Finlande)
- Médaille commémorative des opérations de sécurité et de maintien de l'ordre ( France)
- Grand-croix de l'ordre de l'Honneur ( Grèce)
- Grand-croix de l'ordre du Faucon ( Islande)
- Chevalier grand-croix de l'ordre du Mérite‎ ( Italie)
- Collier de l'ordre du Chrysanthème ( Japon)
- Grand-croix de l'ordre suprême de la Renaissance ( Jordanie)
- Chevalier grand-croix du grand ordre de la Reine Hélène ( Croatie)
- Grand-croix de l'ordre des Trois Étoiles ( Lettonie)
- Grand-croix de l'ordre de Vytautas le Grand ( Lituanie)
- Chevalier de l'ordre du Lion d'or de la maison de Nassau ( Luxembourg)
- Grand cordon de l'ordre du Ouissam alaouite ( Maroc)
- Croix de l'ordre de l'Aigle aztèque ( Mexique)
- Grand-croix de l'ordre du Lion néerlandais ( Pays-Bas)
- ordre du Rajanya ( Népal)
- Grand-croix de l'ordre de Saint-Olaf ( Norvège)
- Grand-croix de l'ordre du Mérite ( Pologne)
- Grand-croix de l'ordre du Christ ( Portugal)
- Grand-croix de l'ordre de l'Étoile de Roumanie ( Roumanie)
- 1re classe de l'ordre du 23-Août ( Roumanie)
- 1re classe de l'ordre d’Abdelaziz al-Saoud ( Arabie saoudite)
- Grand-croix de l'ordre de Charles III ( Espagne)
- Ordre du Bain Chevalier grand-croix ( Royaume-Uni)
- Ordre de Saint-Michel et Saint-Georges Chevalier grand-croix ( Royaume-Uni)
- Chevalier grand-croix de l'ordre royal de Victoria ( Royaume-Uni)
- Chevalier de l'ordre des Séraphins ( Suède)
- 1re classe de l'ordre de Chula Chom Klao ( Thaïlande)
- Grand-croix, classe spéciale de l'ordre du Mérite ( République fédérale d'Allemagne)
- Grande étoile de l'ordre du Mérite ( Autriche).

## Odonymie
- Le lycée français Prins Henrik à Copenhague fut nommé ainsi en son honneur en 1973.